# Yamazaki Baking
Yamazaki Baking Co., Ltd. (山崎製パン株式会社 Yamazaki Seipan Kabushiki-gaisha?) es una compañía de alimentos japonesa y la segunda corporación de panificación más grande del mundo que fabrica pan, productos de panadería y confitería. Fue fundada en Japón por Tojuro Iijima el 9 de marzo de 1948 y comenzó la producción masiva de pan en 1955.
Los productos de Yamazaki pueden ser encontrados en varios países asiáticos, como Hong Kong, Malasia, Taiwán, Singapur, Tailandia y China. También operan dentro de los Estados Unidos y Francia, bajo la marca Vie de France después de la compra de la compañía en 1991.
En octubre de 1970, la compañía estableció una empresa conjunta, Yamazaki Nabisco Co., Ltd., con Nabisco de los Estados Unidos y Nichimen Jitsugyo Corporation (actualmente  Sojitz Corporation). Para 1988 Yamazaki elevó su participación en la empresa conjunta al 80% mediante la adquisición de las acciones cuya propiedad eran de Nabisco.
Yamazaki es la única compañía japonesa de productos horneados que sigue usando bromato de potasio en su pan; todas las empresas de panificación japonesas dejaron voluntariamente de usarlo en 1980 debido a las sospechas de canceriginidad, pero Yamazaki reanudó su uso en 2005.

## Panificación en Japón
Yamazaki Baking Co., Ltd. (Yamazaki pan), Fuji Baking Group Co., Ltd. (Fujipan) y Shikishima Baking Co., Ltd. (Pasco), son las tres más grandes empresas productoras y comercializadoras de pan en Japón.

## Galería

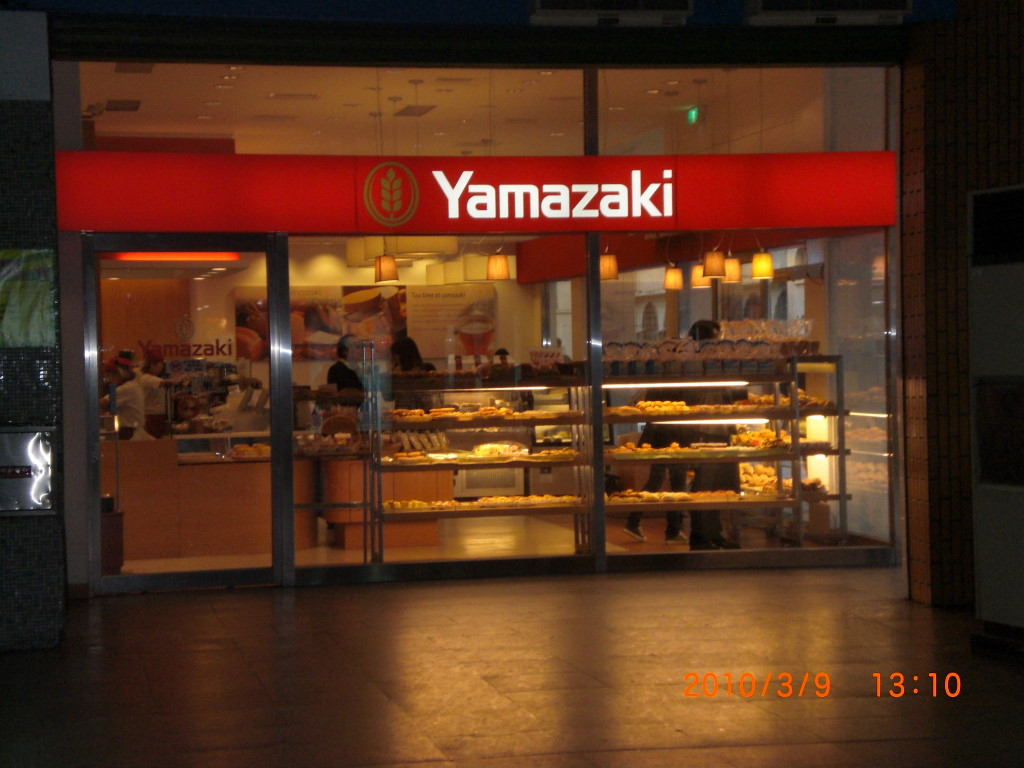
Tienda de Yamazaki Baking en Keelung, Taiwán
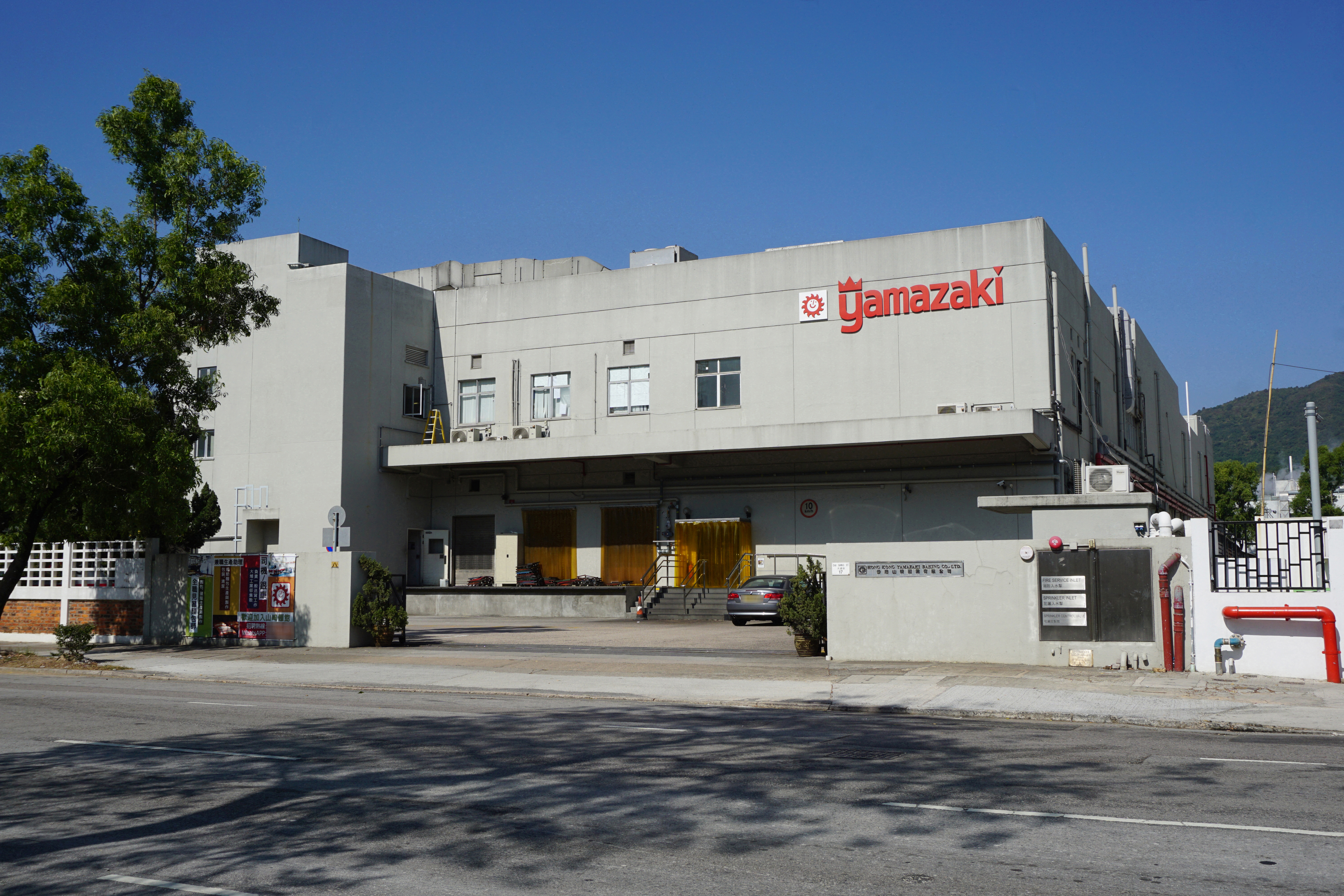
F'abrica de Yamazaki Baking en Tai Po, Hong Kong
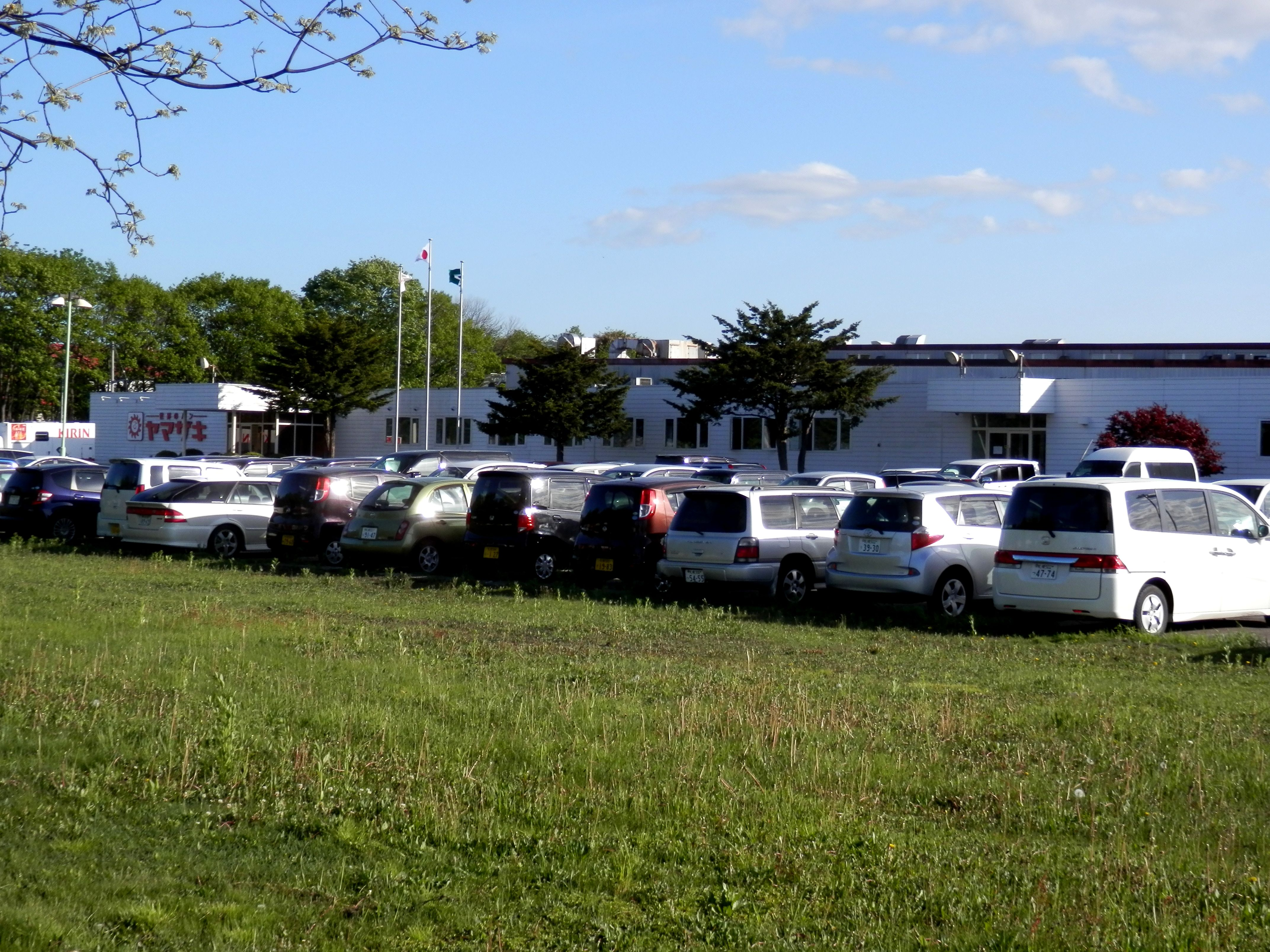
Fábrica de Yamazaki Baking en Eniwa, Hokkaidō
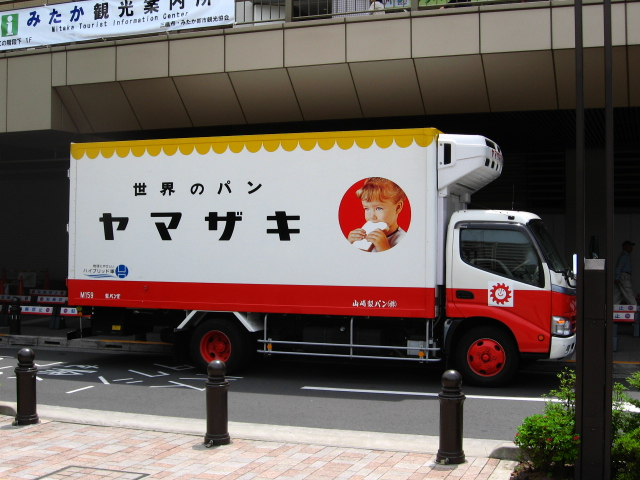
Un camión de reparto de Yamazaki
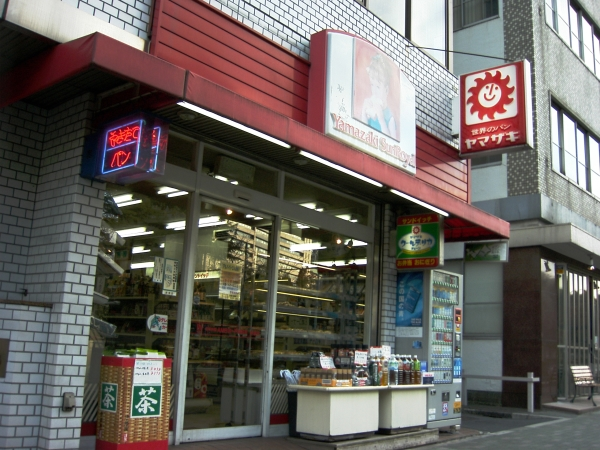
Tienda afiliada a Yamazaki Bread, con su logo, en Tokio
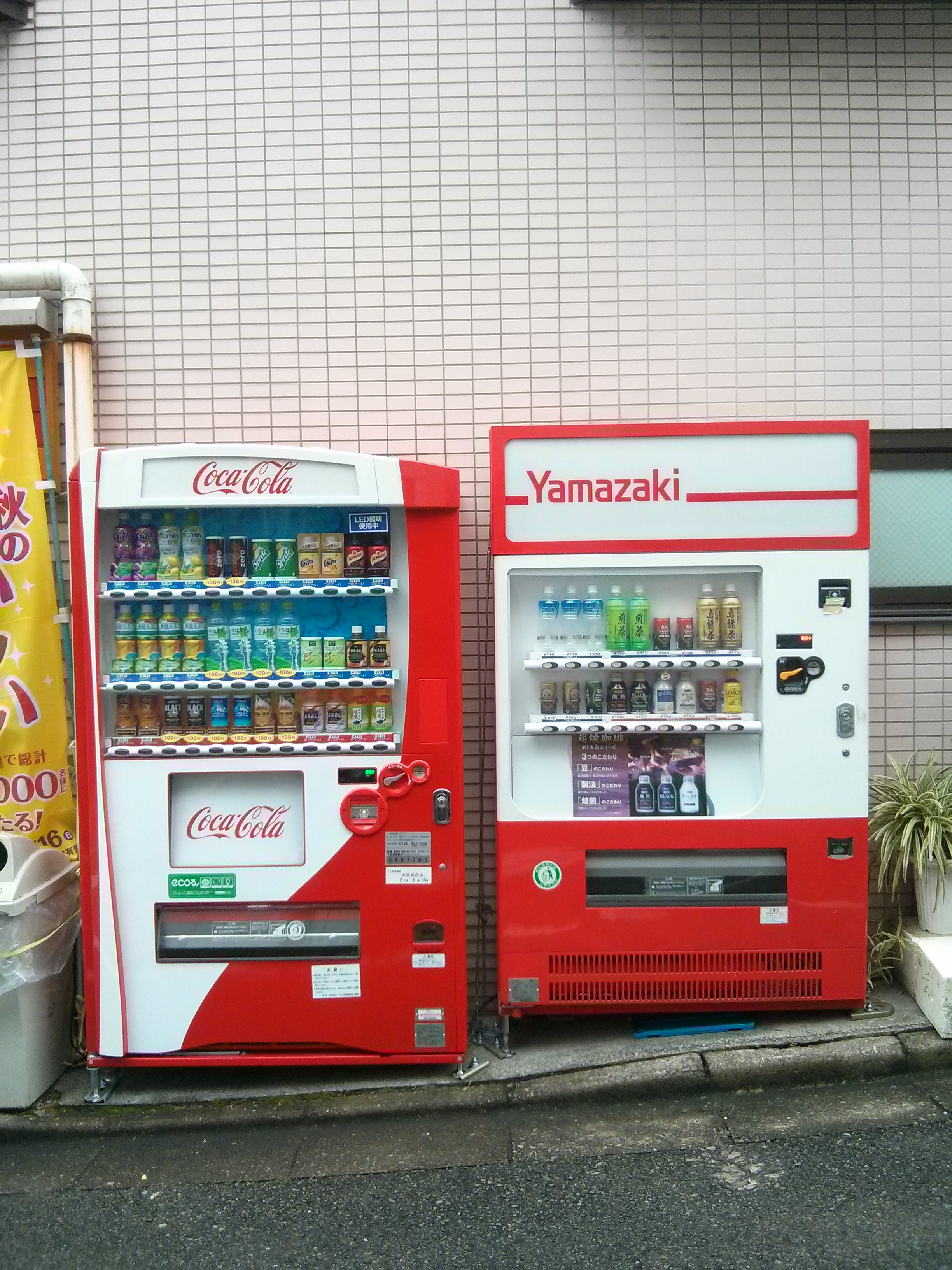
Una máquina expendedora de Yamazaki en Tokio